# Bubanza
Bubanza é uma província do Burundi. Sua capital é a cidade de Bubanza.

## Comunas
Bubanza está dividida 5 em comunas:
- Bubanza
- Gihanga
- Musigati
- Mpanda
- Rugazi

## Demografia
| 2001    | 2011    |
| 309.127 | 371.736 |